# James William Collier

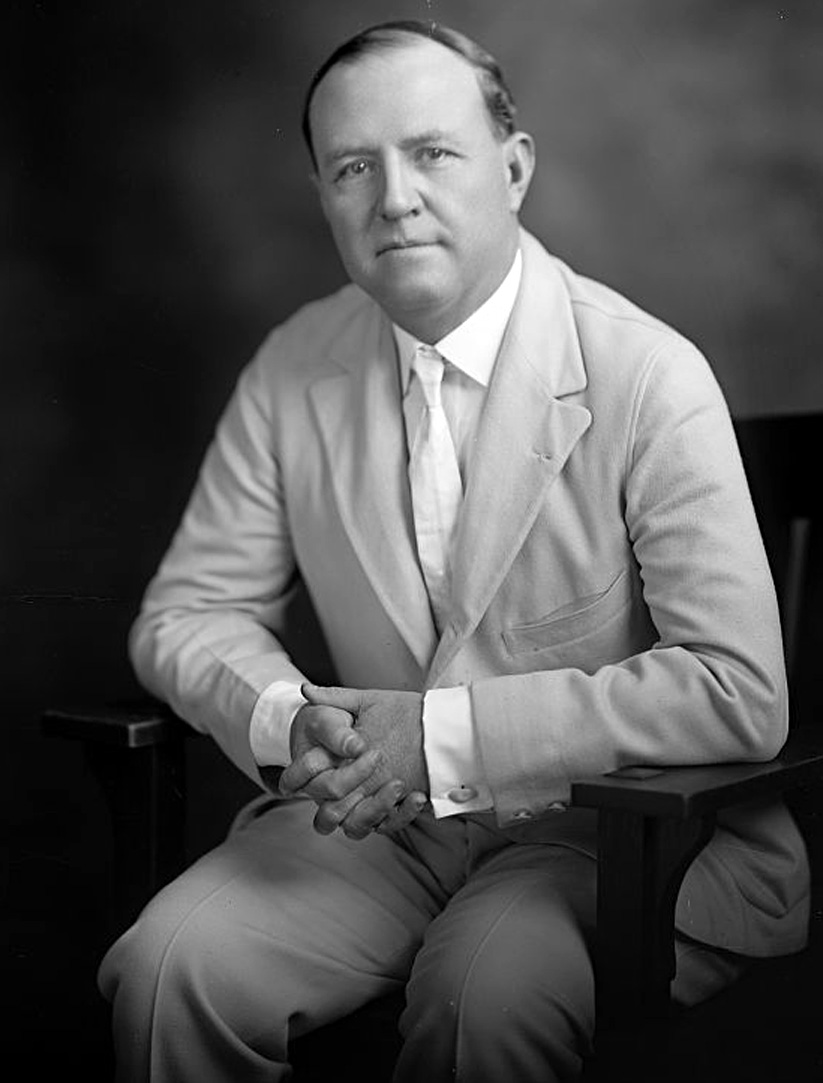
James Collier

James William Collier (* 28. September 1872 auf der Glenwood-Plantage bei Vicksburg, Mississippi; † 28. September 1933 in Washington, D.C.) war ein US-amerikanischer Politiker. Zwischen 1909 und 1933 vertrat er den achten Wahlbezirk des Bundesstaates Mississippi im US-Repräsentantenhaus.

## Werdegang
Nach der Grundschule studierte James Collier bis 1894 an der University of Mississippi in Oxford Jura. Nach seiner im gleichen Jahr erfolgten Zulassung als Rechtsanwalt begann er in Vicksburg in seinem neuen Beruf zu praktizieren.
Collier war Mitglied der Demokratischen Partei. Zwischen 1896 und 1899 gehörte er dem Repräsentantenhaus von Mississippi an. Zwischen 1900 und 1909 war er Gerichtsangestellter (Circuit Clerk) im Warren County. Bei den Kongresswahlen des Jahres 1908 wurde Collier im achten Distrikt von Mississippi in das US-Repräsentantenhaus in Washington gewählt, wo er am 4. März 1909 John Sharp Williams ablöste. Nachdem er zehn Mal wiedergewählt worden war, konnte er bis zum 3. März 1933 insgesamt elf Legislaturperioden im Kongress absolvieren. Dort war er zwischen 1931 und 1933 Vorsitzender des Committee on Ways and Means.
Nach einer Diskussion um die Neuverteilung der Wahlbezirke von Mississippi und die Wahl der Abgeordneten nach Auflösung des achten Distrikts im Jahr 1932 beschloss Collier nicht mehr für den Kongress zu kandidieren. Noch im März 1933 wurde er vom neuen Präsidenten Franklin D. Roosevelt in die Zollkommission (United States Tariff Commission) berufen. Dieses Mandat behielt er bis zu seinem Tod im September desselben Jahres. James Collier wurde in Vicksburg beigesetzt.